# Гущино (Кесовогорский район)
Гущино — деревня в Кесовогорском районе Тверской области, входит в состав Елисеевского сельского поселения.

## География
Деревня находится в 1,5 км на запад от центра поселения деревни Елисеево и в 4 км на юг от райцентра посёлка Кесова Гора.

## История
В 1859 году в селе была построена каменная Казанская церковь с 3 престолами, метрические книги с 1811 года. 
В конце XIX — начале XX века село входило в состав Елисеевекой волости Кашинского уезда Тверской губернии. 
С 1929 года деревня входила в состав Суходольского сельсовета Кесовогорского района Бежецкого округа Московской области, с 1935 года — в составе Калининской области, с 1994 года — в составе Елисеевского сельского округа, с 2005 года — в составе Елисеевского сельского поселения.

## Население
| 1859 | 2002 | 2010 |
| ---- | ---- | ---- |
| 68   | ↘9   | ↘5   |